# Juan Ignacio Luca de Tena
Juan Ignacio Luca de Tena Garcia Torres oder  Marquis de Luca de Tena (* 23. Oktober 1897 in Madrid; † 11. Januar 1975 ebenda) war ein monarchistischer Zeitungsverleger in Spanien.

## Leben
Luca de Tena war Sohn des Gründers der Zeitschrift ABC, Torcuato Luca de Tena y Álvarez Ossorio sowie Vater des ABC Verlegers Torcuato Luca de Tena. 1918 beendete Luca de Tena sein Studium der Rechtswissenschaften an der Universidad Central mit einem Abschluss.
Im Betrieb seines Vaters widmete er sich dem Journalismus. 1929 wurde er für die Provinz Sevilla Abgeordneter der Cortes. Mit dem Tod seines Vaters übernahm Luca de Tena den Verlag von 1929 bis 1940. Er orchestrierte mit seinem Verlag eine Kampagne gegen die Zweite Republik. In der Leitung dieses monarchistischen Tendenzbetriebes saß auch Ramiro de Maeztu. Die Kampagne war wesentlich für den Putsch der Unión Militar Española ab dem 18. Juli 1936.
1931 schloss die Regierung von Niceto Alcalá-Zamora den Verlag des ABC für 25 Tage und inhaftierte Luca de Tena kurzzeitig. Ein weiteres Mal wurde der Verlag am 21. November 1931 drei Tage geschlossen und mit der Begründung der, Geringschätzung des spanischen Parlamentes, anlässlich der Sanktionierung einer Anklage gegen Alfons XIII., eine Strafe von Tausend Peseten, verhängt. Die dritte Schließung des ABC, begleitet von einer weiteren Inhaftierung von Luca de Tena dauerte vom 10. August bis zum 4. November 1932 und basierte auf einem Dekret des Innenministeriums der Regierung Manuel Azaña. 1936, als die Regierung der Frente Popular gewählt wurde, war er im Exil in Biarritz. Von Dort wies er den Korrespondenten des ABC in London, Luis Bolín am 6. Juli 1936 an, er solle ein Wasserflugzeug für den Transfer von Francisco Franco nach Ceuta organisierten.
Während des spanischen Bürgerkrieges wurde ABC im Machtbereich der gewählten Regierung in Madrid herausgegeben und Tena verlegte eine ABC im Machtbereich der Putschisten in Sevilla, welche für Francisco Franco Propaganda machte. Nach dem Sieg der Putschisten 1939 kehrte Luca de Tena wieder zum Verlag in Madrid zurück. Während viele republikanische Journalisten ermordet wurden, wurde dem ABC als er Franco zu monarchistisch war, für ein paar Tage das Papier entzogen.

### Botschafter

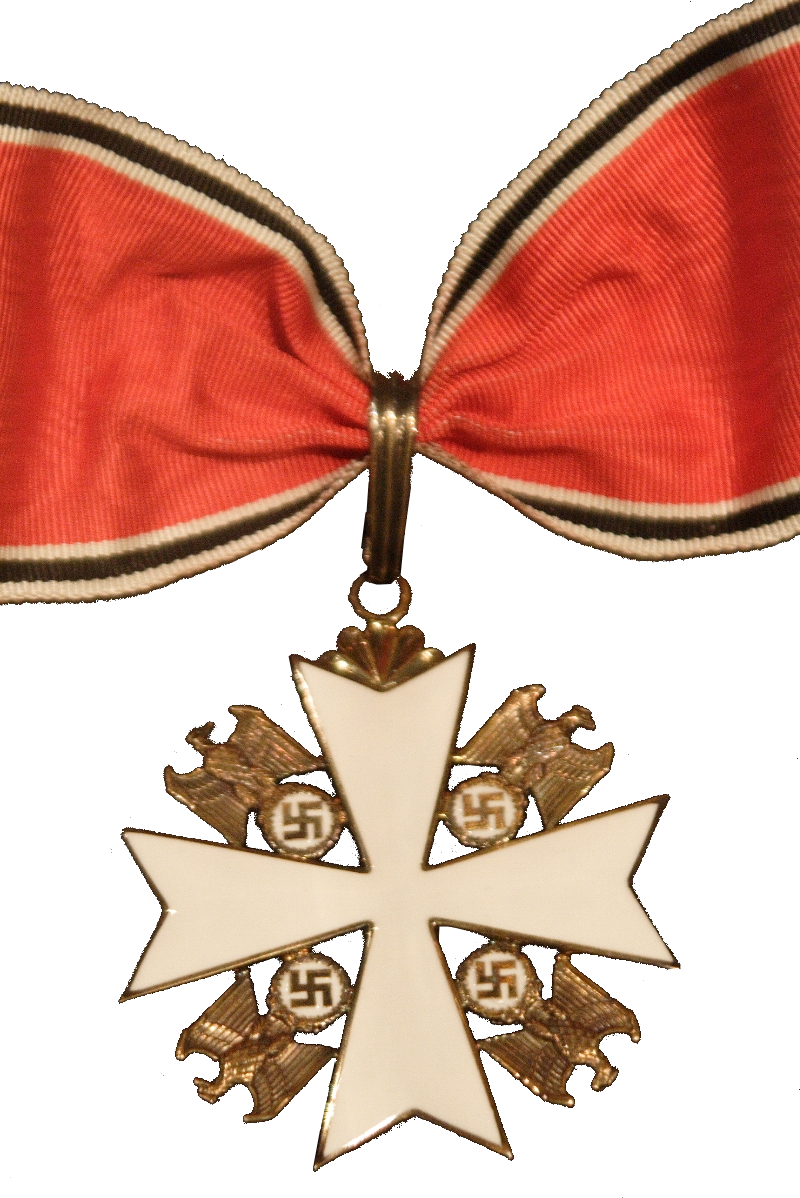
Verdienstorden vom Deutschen Adler

Von 1941 bis 1943 war Luca de Tena Botschafter Spaniens in Chile und 1962 Botschafter Spaniens in Griechenland. Er wurde von Franco als Ständevertreter in den Cortes eingesetzt. 1944 wurde er Mitglied der Real Academia Española, welche 1944 nicht die Bezeichnung „königlich“ führte.
Am 20. Januar hielt er eine Inaugurations-Vorlesung, einen Diskurs über Sevilla und das Theater der Hermanos Álvarez Quintero. (Sevilla Y El Teatro De Los Quintero)
1951 erhielt Tena den Premio Agustín Pujol für das Werk El cóndor sin alas.

### Auszeichnungen
Franco zeichnete Luca de Tena mit dem Cruz del mérito militar und einer Medaille für die Teilnahme am Bürgerkrieg aus. Von Adolf Hitler bekam er den Verdienstorden vom Deutschen Adler. Von Juan Antonio Ríos Morales bekam er das Gran Cruz al Mérito de Chile, (Condecoraciones de Chile). Von Rafael Trujillo bekam er das Gran Cruz Juan Pablo Duarte de la República Dominicana. Von Muley el Hassán ben el Mehdi den Orden von der Medahuia.

### Komödienautor
Luca de Tena fertigte eine Reihe von Komödien darunter 1935 ¿Quién soy yo? (Wer bin ich), mit unübersehbar antidemokratischen Bezügen auf die spanische Politik. Tena schrieb moralisierende Komödien auf die spanische Gesellschaft, während sein Held, Alfons XIII., den Einsatz des Kontaktkampfstoffes Senfgas (Lost) im Rifkrieg forcierte.